# Конти (Опольський повіт)
Конти (пол. Kąty) — село в Польщі, у гміні Вількув Опольського повіту Люблінського воєводства.
Населення — 136 осіб (2011).
У 1975-1998 роках село належало до Люблінського воєводства.

## Демографія
Демографічна структура станом на 31 березня 2011 року:
|          | Загалом | Допрацездатний вік | Працездатний вік | Постпрацездатний вік |
| -------- | ------- | ------------------ | ---------------- | -------------------- |
| Чоловіки | 61      | 13                 | 38               | 10                   |
| Жінки    | 75      | 12                 | 44               | 19                   |
| Разом    | 136     | 25                 | 82               | 29                   |